# WiBro
WiBro (Wireless Broadband, Koreanisch: 와이브로, IEEE 802.16e, mobile WiMAX) ist ein Standard zur drahtlosen Kommunikation, der durch die südkoreanische Telekommunikationsindustrie entwickelt wurde.
Im Februar 2002 lizenzierte die verantwortliche Behörde, die TTA, 100 MHz im 2,3-GHz-Band. Ende 2004 wurde Phase 1 von WiBro standardisiert. Zwei Telekom-Unternehmen (KT, SKT) boten daraufhin zwischen und 2018 einen derartigen Service an. Anschließend wurden die Netzwerke eingestellt.
WiBro ist sternförmig organisiert und ermöglicht einen theoretischen Datendurchsatz von 30 bis maximal 50 Mbit/s im Umkreis von 1 bis 5 km um die Basisstation.
Wie bei vielen Standards zur drahtlosen Datenübertragung kann die Verbindungsqualität zu Lasten der Übertragungsgeschwindigkeit erhöht werden. Dies nutzt zum Beispiel der unterbrechungsfreien Übertragung von Videostreams.

## Funktechnische Übertragungsarten

### Das Verfahren des Standards IEEE 802.16e-2005 für Frequenzen zwischen 2 und 6GHz
Der Standard IEEE 802.16e-2005 spezifiziert zusätzlich ein funktechnisches Übertragungsverfahren für Frequenzen bis 6 GHz. Es handelt sich um die so genannte SOFDMA, bei welcher der Qualität des Übertragungsweges und der Rechenleistung mobiler Endgeräte Rechnung getragen werden kann. Dies geschieht durch ein zusätzliches Aufsplitten des Frequenzspektrums auf verschiedene Empfänger und durch Wechsel der Modulationsart der Teilträger. Darüber hinaus bietet IEEE 802.16e-2005 die Möglichkeit, die Funkzelle während des laufenden Betriebes zu wechseln (Handover). IEEE 802.16e-2005 ist keine Erweiterung des IEEE 802.16-2004-Standards, sondern inkompatibel dazu.

### Spektrale Effizienz
Für einen 10-MHz-Kanal ergibt sich für den Standard IEEE 802.16e-2005 (Mobile WiMax) bei einer Aufteilung des Frequenzbandes im Verhältnis von 3 zu 1 für Empfang und Senden eine maximale Datenempfangsrate für alle Endgeräte zusammen von 46 Mbit/s. Alle Endgeräte können dabei noch gleichzeitig mit maximal 4 Mbit/s über den gleichen 10-MHz-Kanal Daten versenden. Die angegebenen Datenraten setzen dabei MIMO-Technik voraus. Die spektrale Effizienz ist damit höher als bei der UMTS-Erweiterung HSDPA.

## Geschichte
Im November 2004 wurde eine Kompatibilität von WiBro zu WiMAX durch Vertreter der Unternehmen Intel und LG Electronics vereinbart.
Anfang 2005 schlossen die Unternehmen SK Telecom und Hanaro Telecom eine Partnerschaft zum landesweiten Aufbau einer WiBro-Infrastruktur, die die bereits geplanten regionalen Netze in Seoul und sechs anderen Provinzstädten ergänzen sollen.
Ende 2005 wurde WiBro von der ITU als IEEE 802.16e, mobile WiMAX, standardisiert.